# Audrey Sale-Barker
 (décembre 2018).
Pour les articles homonymes, voir Sale et Barker.
Audrey Sale-Barker, née en 1903 et morte le 21 décembre 1994, est une skieuse alpine britannique membre du Ladies' Ski Club de Mürren.

## Palmarès

### Championnats du monde
| Épreuve / Édition               | Descente | Slalom | Combiné                          |
| ------------------------------- | -------- | ------ | -------------------------------- |
| Mondiaux 1931 Mürren            | 9e       | 4e     | Épreuve inexistante à cette date |
| Mondiaux 1932 Cortina d'Ampezzo | 4e       | Argent | 4e                               |
| Mondiaux 1934 Saint-Moritz      | 4e       | 7e     | 4e                               |

## Arlberg-Kandahar
- K de diamant
- Vainqueur du Kandahar 1929 à Sankt Anton et 1931 à Mürren
  - Vainqueur des descentes 1929 à Sankt Anton et 1931 à Mürren
  - Vainqueur du slalom 1931 à Mürren